# Đồng
Il đồng (IPA: dɔŋ) è la valuta del Vietnam dal 3 maggio 1978. Il codice ISO 4217 è VND. È emesso dalla Banca Statale del Vietnam. Il simbolo è ₫ ed è suddiviso in 10 hào. Tuttavia lo hào ha un valore così basso che non viene emesso.

## Etimologia
In Vietnamita, đồng letteralmente significa rame. Ciò origina dalla pratica di coniare monete in rame prima della colonizzazione francese. Quando il Vietnam divenne parte dell'Indocina francese, l'unità valutaria standard divenne la Piastra dell'Indocina francese. I testi vietnamiti su questa moneta la chiamano đồng o, più di rado, il bạc ("argento").

## Storia

### Đồng del Vietnam del Nord
Nel 1946 il governo del Vietnam del Nord introdusse la propria valuta. il đồng, che sostituì la piastra dell'Indocina francese alla pari. Due rivalutazioni si ebbero nel 1951 e nel 1958. La prima fu ad un tasso di 100:1 e la seconda di 1000:1.

### Đồng del Vietnam del Sud
Banconote con la denominazione in piastre e đồng furono emesse nel 1953 per il Vietnam del Sud. Il 22 settembre 1975, dopo la caduta di Saigon, il nome della valuta del Sud-Vietnam divenne "liberation" đồng con il valore di 500 vecchi đồng sudvietnamiti.

### Đồng del Vietnam unito
Dopo la riunificazione del Vietnam, anche il đồng fu unificato dal 3 maggio 1978: 1 nuovo đồng = 1 đồng nordvietnamita = 0,8 "liberation" đồng sudvietnamita.
Il 14 settembre 1985 il đồng fu rivalutato ed il nuovo đồng valeva 10 vecchi đồng. Questo diede inizio ad un ciclo di inflazione cronica che continuò per gran parte dei primi anni 1990.

## Monete

### Primo đồng
Nel 1978 furono introdotte moneta d'alluminio (datate 1976) con valori da 1, 2 e 5 hào e da 1 đồng. A causa di un'inflazione cronica per molti anni non circolarono monete.

### Secondo đồng

#### Emissioni commemorative
Monete commemorative rame, ottone, cupro-nichel, argento ed oro sono state coniate dal 1986 fino ad ora, tuttavia queste monete non sono mai entrate in circolazione.

#### Emissione 2003
La Banca statale del Vietnam riprese ad emettere monete il 17 dicembre 2003.
Le nuove monete, coniate dalla Zecca di Finlandia, avevano i valori da 200, 500, 1000, 2000 e 5000 đồng. In precedenza i Vietnamiti dovevano cambiare le banconote con dei gettoni per acquistare dei beni ai distributori automatici.
Molti abitanti espressero soddisfazione nel vedere nuovamente le monete dopo molti anni ed in particolare per l'utilità di quella da 200 đồng.
| Serie 2003 | Serie 2003 | Serie 2003        | Serie 2003        | Serie 2003        | Serie 2003                               | Serie 2003  | Serie 2003                        | Serie 2003       | Serie 2003       |
| Immagine | Valore     | Parametri tecnici | Parametri tecnici | Parametri tecnici | Parametri tecnici                        | Descrizione | Descrizione                       | Data di          | Data di          |
| Immagine | Valore     | Diametro          | Spessore          | Massa             | Composizione                             | Dritto      | Rovescio                          | Prima coniazione | Emissione        |
| --- | ---------- | ----------------- | ----------------- | ----------------- | ---------------------------------------- | ----------- | --------------------------------- | ---------------- | ---------------- |
| | 200₫       | 20 mm             | 1,45 mm           | 3,2 g             | Acciaio placcato con nichel              | Stemma      | Valore                            | 2003             | 17 dicembre 2003 |
| | 500₫       | 22 mm             | 1.75 mm           | 4.5 g             | Acciaio placcato in nichel               | Stemma      | Valore                            | 2003             | 1º aprile 2004   |
| | 1.000₫     | 19 mm             | 1,95 mm           | 3,8 g             | Acciaio placcato con una lega rame-zinco | Stemma      | Tempio dell'acqua, Đô Temple      | 2003             | 17 dicembre 2003 |
| | 2.000₫     | 23,5 mm           | 1,8 mm            | 5,1 g             | Acciaio laccato con una lega rame-zinco  | Stemma      | Abitazione etnica                 | 2003             | 1º aprile 2004   |
| | 5.000₫     | 25,5 mm           | 2,2 mm            | 7,7 g             | Lega rame (CuAl6Ni92)                    | Stemma      | Chùa Một Cột (Pagoda su pilastro) | 2003             | 17 dicembre 2003 |
| Queste immagini sono in una scala di 2,5 pixel per millimetro, uno standard di Wikipedia per le monete mondiali. Per altre informazioni vedi tavole monete. |            |                   |                   |                   |                                          |             |                                   |                  |                  |

## Banconote

1 đồng 1976 (1978)

### Primo đồng
Nel 1978 la Banca Statale del Vietnam (Ngân hàng Nhà nước Việt Nam) introdusse banconote con i tagli da 5 hào e da 1, 5, 10, 20 e 0 đồng datate 1976. Nel 1980 furono aggiunte quelle da 2 e 10 đồng, seguita poi dalle banconote da 30 e 100 đồng nel 1981.

### Secondo đồng
Nel 1985 furono introdotte banconote con i tagli da 5 hào e da 1, 2, 5, 10, 20, 30, 50, 100 e 500 đồng. Con l'avanzare dell'inflazione queste prime banconote furono seguite da quelle da 200, 1.000, 2.000 e 5.000 đồng nel 1987, da 10.000 and 50.000 đồng nel 1990, da 20.000 đồng nel 1991, da 100.000 đồng nel 1994, da 500.000 đồng nel 2003 e da 200.000 đồng nel 2006.
Sono state stampate cinque serie di banconote. Eccetto la serie del 2003, quelle precedenti non avevano una linea unificata. La prima tabella mostra l'ultima serie prima del 2003 series, da 100 đồng in su.
Il 7 giugno 2007 il governo ordinò la fine dell'emissione delle banconote di cotone da 50.000 e da 100.000₫. Sono state ritirate dalla circolazione dal 1º settembre 2007.
| Banconote in circolazione pre-2003 | Banconote in circolazione pre-2003 | Banconote in circolazione pre-2003 | Banconote in circolazione pre-2003 | Banconote in circolazione pre-2003 | Banconote in circolazione pre-2003 | Banconote in circolazione pre-2003 | Banconote in circolazione pre-2003 | Banconote in circolazione pre-2003 |
| Immagine | Valore                             | Dimensioni                         | Colore principale                  | Descrizione                        | Descrizione                        | Data di                            | Data di                            |                                    |
| Immagine | Valore                             | Dimensioni                         | Colore principale                  | Fronte                             | Verso                              | Stampa                             | Emissione                          |                                    |
| --- | ---------------------------------- | ---------------------------------- | ---------------------------------- | ---------------------------------- | ---------------------------------- | ---------------------------------- | ---------------------------------- | ---------------------------------- |
| | 100₫                               | 120 × 59 mm                        | Marrone su sfondo verde            | Simboli nazionali                  | Pagoda Phổ Minh                    | 1991                               | 2 maggio 1992                      |                                    |
| | 200₫                               | 130 × 65 mm                        | Arancione                          | Ho Chi Minh                        | Produzione agricola                | 1987                               | 30 settembre 1987                  |                                    |
| | 500₫                               | 130 × 65 mm                        | Viola                              | Ho Chi Minh                        | Porto Haiphong                     | 1988                               | 15 agosto 1989                     |                                    |
| | 1.000₫                             | 134 × 65 mm                        | Multicolore su sfondo verde-limone | Ho Chi Minh                        | Produzione di legname              | 1988                               | 20 ottobre 1989                    |                                    |
| | 2.000₫                             | 134 × 65 mm                        | Multicolore                        | Ho Chi Minh                        | Azienda tessile                    | 1988                               | 20 ottobre 1989                    |                                    |
| | 5.000₫                             | 134 × 65 mm                        | Blu                                | Ho Chi Minh                        | Centrale idroelettrica di Trị An   | 1991                               | 15 gennaio 1993                    |                                    |
| | 10.000₫                            | 140 × 68 mm                        | Rosso                              | Ho Chi Minh                        | Baia di Ha Long                    | 1993                               | 15 ottobre 1994                    |                                    |
| | 20.000₫                            | 140 × 68 mm                        | Blu                                | Ho Chi Minh                        | Azienda di cibo in scatola         | 1991                               | 2 marzo 1993                       |                                    |
| | 50.000₫                            | 140 × 68 mm                        | Verde                              | Ho Chi Minh                        | Porto di Nhà Rồng                  | 1994                               | 15 ottobre 1994                    |                                    |
| | 100.000₫                           | 145 × 71 mm                        | Marrone                            | Ho Chi Minh                        | Casa etnica dello "Zio Ho"         | 1994                               | 1º settembre 2000                  |                                    |
| Queste immagini sono scalate a 0,7 pixel per millimetro, uno standard di Wikipedia per le banconote mondiali. Per altre informazioni vedi tabella con le specifiche delle banconote. |                                    |                                    |                                    |                                    |                                    |                                    |                                    |                                    |

### Serie del 2003
Dal 2003 il Vietnam ha sostituito le banconote stampate su fibra di cotone con banconote stampate su polimeri plastici, motivando con i risparmi monetari.
Diversi giornali nel Paese hanno criticato questa decisione citando errori di stampa ed affermando che il figlio del governatore della Banca Statale del Vietnam abbia tratto benefici dai contratti di stampa. Il governo ha risposto alla critiche sospendendo per un mese l'uscita di due giornali e applicando altre sanzioni ad altri quotidiani.
| Serie in polimeri del 2003 | Serie in polimeri del 2003 | Serie in polimeri del 2003 | Serie in polimeri del 2003 | Serie in polimeri del 2003    | Serie in polimeri del 2003 | Serie in polimeri del 2003                    | Serie in polimeri del 2003         | Serie in polimeri del 2003 |
| Immagine | Immagine                   | Valore                     | Dimensioni                 | Colore principale             | Descrizione                | Descrizione                                   | Data di                            | Data di                    |
| Fronte | Verso                      | Valore                     | Dimensioni                 | Colore principale             | Fronte                     | Verso                                         | Stampa                             | Emissione                  |
| --- | -------------------------- | -------------------------- | -------------------------- | ----------------------------- | -------------------------- | --------------------------------------------- | ---------------------------------- | -------------------------- |
| |                            | 10.000₫                    | 132 × 60mm                 | Marrone scuro di giallo-verde | Ho Chi Minh                | Piattaforma marina                            | Prime due cifre del numero seriale | 30 agosto 2006             |
| |                            | 20.000₫                    | 136 × 65 mm                | Blu                           | Ho Chi Minh                | Ponte giapponese di Hội An                    | Prime due cifre del numero seriale | 17 maggio 2006             |
| |                            | 50.000₫                    | 140 × 65 mm                | Viola                         | Ho Chi Minh                | Huế                                           | Prime due cifre del numero seriale | 17 dicembre 2003           |
| |                            | 100.000₫                   | 144 × 65 mm                | Verde-giallo                  | Ho Chi Minh                | Văn Miếu (Tempio della Letteratura)           | Prime due cifre del numero seriale | 1º settembre 2004          |
| |                            | 200.000₫                   | 148 × 65mm                 | Rosso-marrone                 | Ho Chi Minh                | Baia di Ha Long                               | Prime due cifre del numero seriale | 30 agosto 2006             |
| |                            | 500.000₫                   | 152 × 65 mm                | Ciano-verde                   | Ho Chi Minh                | Luogo della nascita di Ho Chi Minh a Kim Liên | Prime due cifre del numero seriale | 17 dicembre 2003           |
| Queste immagini sono scalate a 0,7 pixel per millimetro, uno standard di Wikipedia per le banconote mondiali. Per altre informazioni vedi tabella con le specifiche delle banconote. |                            |                            |                            |                               |                            |                                               |                                    |                            |

Una banconota commemorativa in polimeri da 50 đồng dedicata al 50º anniversario della Banca Statale del Vietnam è stata emessa nel 2001, tuttavia a causa del suo bassissimo valore facciale è stata stampata solo in confezione per collezionista.

## Assegni al portatore 1992-2002

Assegni al portatore (Ngân Phiếu Thanh Toán)

Per sostenere le necessità delle industrie in crescita di transazioni di somme notevoli, la Banca statale emise degli "Assegni al portatore" o "Assegni garantiti della Banca statale" (Ngân Phiếu Thanh Toán) con tagli da 100.000 fino a 5.000.000 đồng.
Per prevenire contraffazioni, questi biglietti hanno molti livelli di protezione, cambiavano il loro disegno ogni 5-6 mesi ed avevano una data di scadenza di 5 o 6 mesi dalla data di emissione.
Gli assegni furono in uso fino a che il sistema bancario non fu aggiornato per lavorare con trasferimenti elettronici di somme rilevanti di đồng e di conseguenza le grandi transazioni in contanti non furono più necessarie.

## Altri usi di đồng
Nella lingua vietnamita la parola đồng può essere usata come termine generico per ogni moneta aggiungendo il nome del Paese per specificazione. Questa abitudine è in particolare diffusa per unità monetarie più esotiche. In alcune comunità di lingua vietnamita all'estero, in particolare i Vietnamiti d'America, è usato per indicare la valuta locale (USD) e per indicare il VND si dice đồng Việt Nam (đồng vietnamita). Allo stesso modo, hào e xu sono usati per indicare le parole americane "dime" e "cent" in Vietnamita.
Nel Vietnam attuale, a causa del bassissimo valore della valuta, il l'espressione "un đồng" può anche essere usata per indicare mille đồng.
Dopo la rivalutazione del dollaro dello Zimbabwe del 1º agosto 2006, il đồng per mesi è stata l'unità monetaria di minor valore. Verso il 21 marzo 2007 il dollaro dello Zimbabwe rivalutato ha ripreso il posto più basso di moneta di minor valore (nei cambi applicati nel mercato nero) e il đồng è al secondo posto. Il 7 settembre 2007 anche il tasso ufficiale di cambio della moneta dello Zimbabwe è sceso sotto al đồng.